# Соколари (Караш-Северин)
Соколари (рум. Socolari) насеље је у Румунији у округу Караш-Северин у општини Чиклова Романа. Oпштина се налази на надморској висини од 254 m.

## Прошлост
По "Румунској енциклопедији" место се први пут помиње 1363. године у једном судском акту. Када су отишли Турци, 1717. године је ту записано 55 кућа.
Аустријски царски ревизор Ерлер је 1774. године констатовао да место "Соколар" припада Илидијском округу, Новопаланачког дистрикта. Становништво је било претежно влашко.

## Становништво
Према подацима из 2002. године у насељу је живело 184 становника.

### Попис2002.
| Расподела становништва по националности 2002.‍ | Расподела становништва по националности 2002.‍ | Расподела становништва по националности 2002.‍ | Расподела становништва по националности 2002.‍ | Расподела становништва по националности 2002.‍ |
| --------------------------------------------- | --------------------------------------------- | --------------------------------------------- | --------------------------------------------- | --------------------------------------------- |
|                                               |                                               |                                               |                                               |                                               |
| Румуни                                        | Румуни                                        |                                               | 179                                           | 97,3%                                         |
| Срби                                          | Срби                                          |                                               | 5                                             | 2,7%                                          |